# Peligro: Sin codificar Boom! (banda sonora)
Peligro: Sin codificar Boom! es un álbum que contiene temas surgidos del programa Peligro: Sin codificar, entre ellos el éxito «La cumbia papal», que llegó a tener más de seis millones de reproducciones en Youtube y que incluso llegó a los oídos del Papa Francisco, de la mano de su hermana.

El álbum se compone de temas interpretados por la banda Natalia Natalia (Miguel Granados, Gustavo Pavan, Alejandro De Luca, Mariana Mg y Juan Oruga) que toma diferentes encarnaciones al sumar diversos personajes del programa.

La voz de Los Batichurros es Pichu Straneo. En Las Remugrientas cantan Pichu y Miguel Granados. Los Puntos Cardenales y Los RamoneStones cuentan con Yayo como voz líder.

Todos los temas de Los RamoneStones incluyen duetos con artistas de la música tropical como Jambao, Cachito de Los Palmeras o Nene Malo.

## Listado de canciones
Edición en CD
| Peligro: Sin codificar |                                                                           |                       |          |  |
| N.º                    | Título                                                                    | Banda                 | Duración |  |
| 1.                     | «Peligro: Sin codificar»                                                  | Natalia Natalia       |          |  |
| 2.                     | «La cumbia Papal»                                                         | Los Puntos Cardenales |          |  |
| 3.                     | «Cumbia peregrina»                                                        | Los Puntos Cardenales |          |  |
| 4.                     | «Cumbia de los Mandamientos»                                              | Los Puntos Cardenales |          |  |
| 5.                     | «Cumbia Kosher»                                                           | Los Puntos Cardenales |          |  |
| 6.                     | «El bombón asesino» (con Rubén Deicas de Los Palmeras)                    | RamoneStones          |          |  |
| 7.                     | «Brújula de amor» (con Román Sívori de El Original)                       | RamoneStones          |          |  |
| 8.                     | «Una calle nos separa» (con Néstor Bordiola de Néstor en Bloque)          | RamoneStones          |          |  |
| 9.                     | «Chetos y cumbieros» (con Franco "Zeta" Y Sebastián Vázquez de Nene Malo) | RamoneStones          |          |  |
| 10.                    | «Yo tomo licor» (con Miguel Angel D'Amibale Amar Azul)                    | RamoneStones          |          |  |
| 11.                    | «Se parece más a ti» (con Néstor Ameri Jambao)                            | RamoneStones          |          |  |
| 12.                    | «Me gritan sucia»                                                         | Las Remugrientas      |          |  |
| 13.                    | «Qué te iba a decir, coso»                                                | Los Batichurros       |          |  |
| 14.                    | «Una canción para vos»                                                    | Natalia Natalia       |          |  |